# Heute leben
heute leben war ein einstündiges ORF-Magazin, dass montags bis freitags um 17:30 auf ORF 2 lief. Meistens wurde die Sendung von Wolfram Pirchner und Verena Scheitz moderiert. Davor gab es am selben Sendeplatz von 2007 bis 2012 die Sendung Jahreszeit. Mit 21. August 2017 wurde die Sendung durch Daheim in Österreich ersetzt.

## Inhalt
Das Magazin befasste sich mit allgemeinen Nachrichten, teils in der Nähe zum Boulevard, überwiegend aus Österreich. Großen Wert wurde auf regionale Berichterstattungen gelegt. Hierzu berichtete die Außenmoderatorin und ehemalige Song Contest Teilnehmerin Elisabeth Engstler aus den einzelnen Landesteilen.
Immer wieder wurde das Format durch den sogenannten Wirtschaftstalk ergänzt, in dem ZIB-Wirtschaftschef Christoph Varga ökonomische Themen präsentierte. Von Zeit zu Zeit analysierte ZIB-Auslandschef Andreas Pfeifer die Brennpunkte der Welt.
Darüber hinaus gab es in fast allen Sendungen einen Stargast. 2015 wurde das Format auf Grund der guten Akzeptanz beim Publikum mit weiteren Rubriken ausgebaut.
Am 18. August 2017, dem Tag der letzten Ausstrahlung von „heute leben“ präsentierte Wolfram Pirchner zum letzten Mal das Magazin und verließ daraufhin das Unternehmen.
Am 21. August 2017 wurde heute leben vom neuen Format Daheim in Österreich, welches wie Guten Morgen Österreich jeden Tag aus einem anderen österreichischen Ort sendete, abgelöst. Am 7. Jänner 2019 wurde der Sendeplatz mit Studio 2, einem wieder aus einem stationären Wiener Fernsehstudio präsentierten Magazin, abermals neu besetzt.